# Meidericher Spielverein Duisburg 2019-2020
Questa voce raccoglie le informazioni riguardanti il Meidericher Spielverein Duisburg nelle competizioni ufficiali della stagione 2019-2020.

## Stagione
Nella stagione 2019-2020 il Duisburg, allenato da Torsten Lieberknecht, concluse il campionato di 3. Liga al 5º posto. In Coppa di Germania il Duisburg fu eliminato al secondo turno dall'Hoffenheim.

## Rosa
| N. |                     | Ruolo | Calciatore         |
| -- | ------------------- | ----- | ------------------ |
| 1  | Germania (bandiera) | P     | Leo Weinkauf       |
| 5  | Germania (bandiera) | D     | Marvin Compper     |
| 6  | Germania (bandiera) | C     | Connor Krempicki   |
| 7  | Germania (bandiera) | D     | Lukas Scepanik     |
| 8  | Romania (bandiera)  | C     | Darius Ghindovean  |
| 8  | Germania (bandiera) | C     | Migel Schmeling    |
| 9  | Germania (bandiera) | C     | Ahmet Engin        |
| 10 | Germania (bandiera) | A     | Moritz Stoppelkamp |
| 11 | Germania (bandiera) | C     | Arnold Budimbu     |
| 13 | Germania (bandiera) | C     | Lukas Daschner     |
| 14 | Germania (bandiera) | C     | Tim Albutat        |
| 15 | Germania (bandiera) | D     | Matthias Rahn      |
| 17 | Germania (bandiera) | D     | Arne Sicker        |

| N. |                        | Ruolo | Calciatore            |
| -- | ---------------------- | ----- | --------------------- |
| 19 | Germania (bandiera)    | A     | Sinan Karweina        |
| 20 | Germania (bandiera)    | A     | Leroy-Jacques Mickels |
| 21 | Germania (bandiera)    | C     | Maximilian Jansen     |
| 22 | Germania (bandiera)    | P     | Jonas Brendieck       |
| 23 | Germania (bandiera)    | D     | Joshua Bitter         |
| 24 | Paesi Bassi (bandiera) | A     | Vincent Vermeij       |
| 25 | Croazia (bandiera)     | A     | Petar Slišković       |
| 26 | Germania (bandiera)    | D     | Vincent Gembalies     |
| 28 | Francia (bandiera)     | C     | Yassin Ben Balla      |
| 30 | Svizzera (bandiera)    | P     | Steven Deana          |
| 33 | Germania (bandiera)    | D     | Lukas Boeder          |
| 35 | Germania (bandiera)    | A     | Cem Sabanci           |

## Organigramma societario
Area tecnica
- Allenatore: Torsten Lieberknecht
- Allenatore in seconda: Philipp Klug, Darius Scholtysik
- Preparatore dei portieri: Sven Beuckert
- Preparatori atletici: Miro Lusic, Andreas Tappe

## Calciomercato

### Sessione estiva
| Acquisti | Acquisti              | Acquisti             | Acquisti |
| R.       | Nome                  | da                   | Modalità |
| -------- | --------------------- | -------------------- | -------- |
| P        | Steven Deana          | Aarau                |          |
| D        | Marvin Compper        | Celtic               |          |
| C        | Yassin Ben Balla      | RW Oberhausen        |          |
| D        | Joshua Bitter         | Werder Brema II      |          |
| D        | Thomas Blomeyer       | Sportfreunde Lotte   |          |
| D        | Lukas Boeder          | Paderborn            |          |
| C        | Arnold Budimbu        | TSV Steinbach Haiger |          |
| A        | Sinan Karweina        | Sportfreunde Lotte   |          |
| C        | Connor Krempicki      | Uerdingen 05         |          |
| A        | Leroy-Jacques Mickels | Velbert              |          |
| A        | Cem Sabanci           | Duisburg U19         |          |
| D        | Lukas Scepanik        | Rot-Weiss Essen      |          |
| D        | Arne Sicker           | Holstein Kiel        |          |
| A        | Petar Slišković       | Aalen                |          |
| A        | Vincent Vermeij       | Den Bosch            |          |
| P        | Leo Weinkauf          | Hannover 96          |          |

| Cessioni | Cessioni            | Cessioni               | Cessioni |
| R.       | Nome                | a                      | Modalità |
| -------- | ------------------- | ---------------------- | -------- |
| D        | Thomas Blomeyer     | Austria Klagenfurt     |          |
| C        | Joe Gyau            | FC Cincinnati          |          |
| A        | John Verhoek        | Hansa Rostock          |          |
| D        | Dustin Bomheuer     | Magdeburgo             |          |
| C        | Cauly               | Paderborn              |          |
| C        | Lukas Fröde         | Karlsruhe              |          |
| P        | Daniel Mesenhöler   | Viktoria Colonia       |          |
| A        | Håvard Nielsen      | Fortuna Düsseldorf     |          |
| A        | Jan-Niklas Pia      | Borussia M'gladbach II |          |
| C        | Fabian Schnellhardt | Darmstadt              |          |
| D        | Young-Jae Seo       | Holstein Kiel          |          |
| A        | Borys Tashchy       | St. Pauli              |          |
| P        | Felix Wiedwald      | Eintracht Francoforte  |          |
| D        | Kevin Wolze         | Osnabrück              |          |

### Sessione invernale
| Acquisti | Acquisti      | Acquisti           | Acquisti |
| R.       | Nome          | da                 | Modalità |
| -------- | ------------- | ------------------ | -------- |
| D        | Matthias Rahn | Sportfreunde Lotte |          |

| Cessioni | Cessioni         | Cessioni        | Cessioni |
| R.       | Nome             | a               | Modalità |
| -------- | ---------------- | --------------- | -------- |
| D        | Florian Brügmann | Energie Cottbus |          |

## Risultati

### 3. Liga

#### Girone di andata
| Arbitro: | Stegemann |

|                                                |           |             |
| Vermeij 25’ Stoppelkamp 54’, 56’ Krempicki 60’ | Marcatori | 42’ Imbongo |

| Arbitro: | Jöllenbeck |

|                               |           |                              |
| Kutschke 32’ Beister 59’, 71’ | Marcatori | 60’ Daschner 86’ Stoppelkamp |

| Arbitro: | Kempkes |

|                             |           |  |
| Albutat 49’ Stoppelkamp 70’ | Marcatori |  |

| Arbitro: | Kampka |

|  |           |                                                |
|  | Marcatori | 19’ (aut.) Nkansah 81’ Mickels 84’ Stoppelkamp |

| Arbitro: | Hanslbauer |

|                                   |           |             |
| Stoppelkamp 54’, 90’ Daschner 68’ | Marcatori | 49’ Wegkamp |

| Arbitro: | Osmers |

|                                           |           |                                       |
| Diring 18’ Sulejmani 27’, 70’ Seegert 74’ | Marcatori | 30’ Stoppelkamp 33’ Vermeij 59’ Balla |

| Arbitro: | Exner |

|             |           |                               |
| Daschner 6’ | Marcatori | 16’, 40’ Kleinsorge 18’ Undav |

| Arbitro: | Weickenmeier |

|            |           |             |
| Müller 90’ | Marcatori | 14’ Mickels |

| Arbitro: | Müller |

|                          |           |          |
| Vermeij 15’ Daschner 52’ | Marcatori | 1’ Owusu |

| Arbitro: | Bokop |

|          |           |                             |
| Bock 59’ | Marcatori | 75’ Stoppelkamp 86’ Vermeij |

| Arbitro: | Müller |

|                                 |           |           |
| García 57’ Bonga 60’ Tallig 78’ | Marcatori | 77’ Engin |

| Arbitro: | Fritz |

|                                          |           |            |
| Daschner 11’ Stoppelkamp 24’ Mickels 52’ | Marcatori | 73’ Thiele |

| Arbitro: | Müller |

|  |           |                              |
|  | Marcatori | 17’ Stoppelkamp 45’ Daschner |

| Arbitro: | Sather |

|                          |           |  |
| Daschner 22’ Mickels 45’ | Marcatori |  |

| Arbitro: | Reichel |

|            |           |                          |
| Nartey 55’ | Marcatori | 53’ Scepanik 82’ Vermeij |

| Arbitro: | Bacher |

|                          |           |             |
| Vermeij 42’ Scepanik 85’ | Marcatori | 24’ Bunjaku |

| Arbitro: | Siebert |

|          |           |  |
| Boyd 89’ | Marcatori |  |

| Arbitro: | Osmanagic |

|                                      |           |                        |
| Albutat 31’ Vermeij 36’ Scepanik 67’ | Marcatori | 55’ (rig.), 90’ Wriedt |

| Arbitro: | Günsch |

|                           |           |                          |
| Schröter 23’ Heinrich 45’ | Marcatori | 15’ Vermeij 31’ Daschner |

#### Girone di ritorno
| Arbitro: | Haslberger |

|               |           |                 |
| Martinovic 5’ | Marcatori | 76’ Stoppelkamp |

| Arbitro: | Willenborg |

|                        |           |                   |
| Stoppelkamp 86’ (rig.) | Marcatori | 71’ Eckert-Ayensa |

| Arbitro: | Bacher |

|              |           |                                   |
| Scherder 37’ | Marcatori | 11’, 56’ Slišković 43’, 70’ Engin |

| Arbitro: | Alt |

|           |           |             |
| Engin 74’ | Marcatori | 44’ Ziegele |

| Arbitro: | Lechner |

|             |           |  |
| Wegkamp 60’ | Marcatori |  |

| Arbitro: | Winter |

|                 |           |                                    |
| Vermeij 4’, 43’ | Marcatori | 55’, 58’ (rig.) Korte 86’ Schuster |

| Arbitro: | Bacher |

|              |           |  |
| Tankulić 81’ | Marcatori |  |

| Arbitro: | Badstübner |

|           |           |  |
| Balla 26’ | Marcatori |  |

| Arbitro: | Badstübner |

|                                     |           |                         |
| Dressel 68’ Bekiroğlu 73’ Owusu 86’ | Marcatori | 33’ Compper 49’ Vermeij |

| Arbitro: | Stegemann |

|             |           |                    |
| Vermeij 14’ | Marcatori | 62’ (aut.) Vermeij |

| Arbitro: | Pfeifer |

|                              |           |            |
| Daschner 10’ Stoppelkamp 80’ | Marcatori | 54’ García |

| Arbitro: | Winter |

|                   |           |                                   |
| Thiele 31’ (rig.) | Marcatori | 9’ Mickels 39’ Vermeij 49’ Jansen |

| Arbitro: | Zorn |

|              |           |            |
| Karweina 90’ | Marcatori | 45’ Hansen |

| Arbitro: | Exner |

|              |           |              |
| Kobiljar 68’ | Marcatori | 56’ Karweina |

| Duisburg 20 giugno 2020, ore 14:00 CEST 34ª giornata | Duisburg | 0 – 0 referto | Hansa Rostock | Schauinsland-Reisen-Arena (0 spett.)\| Arbitro: \| Osmers \| |
| Arbitro:                                             | Osmers   |               |               |                                                              |

| Arbitro: | Siewer |

|             |           |  |
| Bunjaku 49’ | Marcatori |  |

| Arbitro: | Kempkes |

|                            |           |                |
| Slišković 36’ Daschner 76’ | Marcatori | 25’, 32’ Syhre |

| Arbitro: | Schlager |

|                     |           |                          |
| Kern 69’ Dajaku 90’ | Marcatori | 30’ Vermeij 83’ Daschner |

| Arbitro: | Heft |

|                                                      |           |  |
| Engin 45’ Karweina 54’ Slišković 67’ Stoppelkamp 72’ | Marcatori |  |

### Coppa di Germania
| Arbitro: | Dingert |

|                         |           |  |
| Daschner 4’ Albutat 14’ | Marcatori |  |

| Arbitro: | Storks |

|  |           |                            |
|  | Marcatori | 53’ Grillitsch 59’ Adamyan |

## Statistiche

### Statistiche di squadra
| Competizione      | Punti | In casa | In casa | In casa | In casa | In casa | In casa | In trasferta | In trasferta | In trasferta | In trasferta | In trasferta | In trasferta | Totale | Totale | Totale | Totale | Totale | Totale | DR  |
| Competizione      | Punti | G       | V       | N       | P       | Gf      | Gs      | G            | V            | N            | P            | Gf           | Gs           | G      | V      | N      | P      | Gf     | Gs     | DR  |
| ----------------- | ----- | ------- | ------- | ------- | ------- | ------- | ------- | ------------ | ------------ | ------------ | ------------ | ------------ | ------------ | ------ | ------ | ------ | ------ | ------ | ------ | --- |
| 3. Liga           | 62    | 19      | 11      | 6       | 2       | 37      | 20      | 19           | 6            | 5            | 8            | 31           | 28           | 38     | 17     | 11     | 10     | 68     | 48     | +20 |
| Coppa di Germania | -     | 2       | 1       | 0       | 1       | 2       | 2       | 0            | 0            | 0            | 0            | 0            | 0            | 2      | 1      | 0      | 1      | 2      | 2      | 0   |
| Totale            | 62    | 21      | 12      | 6       | 3       | 39      | 22      | 19           | 6            | 5            | 8            | 31           | 28           | 40     | 18     | 11     | 11     | 70     | 50     | +20 |

### Andamento in campionato
| Giornata  | 1 | 2 | 3 | 4 | 5 | 6 | 7 | 8 | 9 | 10 | 11 | 12 | 13 | 14 | 15 | 16 | 17 | 18 | 19 | 20 | 21 | 22 | 23 | 24 | 25 | 26 | 27 | 28 | 29 | 30 | 31 | 32 | 33 | 34 | 35 | 36 | 37 | 38 |
| --------- | - | - | - | - | - | - | - | - | - | -- | -- | -- | -- | -- | -- | -- | -- | -- | -- | -- | -- | -- | -- | -- | -- | -- | -- | -- | -- | -- | -- | -- | -- | -- | -- | -- | -- | -- |
| Luogo     | C | T | C | T | C | T | C | T | C | T  | T  | C  | T  | C  | T  | C  | T  | C  | T  | T  | C  | T  | C  | T  | C  | T  | C  | T  | C  | C  | T  | C  | T  | C  | T  | C  | T  | C  |
| Risultato | V | P | V | V | V | P | P | N | V | V  | P  | V  | V  | V  | V  | V  | P  | V  | N  | N  | N  | V  | N  | P  | P  | P  | V  | P  | N  | V  | V  | N  | N  | N  | P  | N  | N  | V  |
| Posizione | 1 | 8 | 3 | 2 | 2 | 3 | 7 | 7 | 6 | 4  | 4  | 3  | 2  | 1  | 1  | 1  | 1  | 1  | 1  | 1  | 1  | 1  | 1  | 1  | 1  | 1  | 1  | 1  | 1  | 1  | 1  | 1  | 2  | 3  | 5  | 5  | 5  | 5  |

Legenda:

Luogo: C = Casa; T = Trasferta. Risultato: V = Vittoria; N = Pareggio; P = Sconfitta.

### Statistiche dei giocatori
| Giocatore      | 3. Liga  | 3. Liga | 3. Liga     | 3. Liga    | Coppa di Germania | Coppa di Germania | Coppa di Germania | Coppa di Germania | Totale   | Totale | Totale      | Totale     |
| Giocatore      | Presenze | Reti    | Ammonizioni | Espulsioni | Presenze          | Reti              | Ammonizioni       | Espulsioni        | Presenze | Reti   | Ammonizioni | Espulsioni |
| -------------- | -------- | ------- | ----------- | ---------- | ----------------- | ----------------- | ----------------- | ----------------- | -------- | ------ | ----------- | ---------- |
| T. Albutat     | 33       | 2       | 7           | 0          | 2                 | 1                 | 1                 | 0                 | 35       | 3      | 8           | 0          |
| Y. Balla       | 33       | 2       | 4           | 0          | 1                 | 0                 | 0                 | 0                 | 34       | 2      | 4           | 0          |
| J. Bitter      | 25       | 0       | 2           | 0          | 2                 | 0                 | 1                 | 0                 | 27       | 0      | 3           | 0          |
| T. Blomeyer    | 0        | 0       | 0           | 0          | 0                 | 0                 | 0                 | 0                 | 0        | 0      | 0           | 0          |
| L. Boeder      | 34       | 0       | 0           | 0          | 2                 | 0                 | 0                 | 0                 | 36       | 0      | 0           | 0          |
| J. Brendieck   | 0        | 0       | 0           | 0          | 0                 | 0                 | 0                 | 0                 | 0        | 0      | 0           | 0          |
| F. Brügmann    | 6        | 0       | 1           | 0          | 0                 | 0                 | 0                 | 0                 | 6        | 0      | 1           | 0          |
| A. Budimbu     | 20       | 0       | 3           | 0          | 1                 | 0                 | 0                 | 0                 | 21       | 0      | 3           | 0          |
| M. Compper     | 23       | 1       | 2           | 0          | 1                 | 0                 | 0                 | 0                 | 24       | 1      | 2           | 0          |
| L. Daschner    | 34       | 11      | 5           | 0          | 2                 | 1                 | 0                 | 0                 | 36       | 12     | 5           | 0          |
| S. Deana       | 0        | 0       | 0           | 0          | 0                 | 0                 | 0                 | 0                 | 0        | 0      | 0           | 0          |
| A. Engin       | 23       | 5       | 1           | 1          | 0                 | 0                 | 0                 | 0                 | 23       | 5      | 1           | 1          |
| V. Gembalies   | 21       | 0       | 2           | 0          | 1                 | 0                 | 0                 | 0                 | 22       | 0      | 2           | 0          |
| D. Ghindovean  | 3        | 0       | 0           | 0          | 0                 | 0                 | 0                 | 0                 | 3        | 0      | 0           | 0          |
| M. Jansen      | 23       | 1       | 3           | 0          | 1                 | 0                 | 0                 | 0                 | 24       | 1      | 3           | 0          |
| S. Karweina    | 12       | 3       | 0           | 0          | 1                 | 0                 | 0                 | 0                 | 13       | 3      | 0           | 0          |
| C. Krempicki   | 17       | 1       | 2           | 0          | 1                 | 0                 | 0                 | 0                 | 18       | 1      | 2           | 0          |
| L. Mickels     | 37       | 5       | 4           | 0          | 2                 | 0                 | 0                 | 0                 | 39       | 5      | 4           | 0          |
| S. Neumann     | 1        | 0       | 0           | 0          | 0                 | 0                 | 0                 | 0                 | 1        | 0      | 0           | 0          |
| M. Rahn        | 9        | 0       | 1           | 0          | 0                 | 0                 | 0                 | 0                 | 9        | 0      | 1           | 0          |
| C. Sabanci     | 0        | 0       | 0           | 0          | 0                 | 0                 | 0                 | 0                 | 0        | 0      | 0           | 0          |
| L. Scepanik    | 24       | 3       | 3           | 0          | 1                 | 0                 | 0                 | 0                 | 25       | 3      | 3           | 0          |
| M. Schmeling   | 8        | 0       | 1           | 0          | 1                 | 0                 | 0                 | 0                 | 9        | 0      | 1           | 0          |
| A. Sicker      | 30       | 0       | 5           | 1          | 2                 | 0                 | 0                 | 0                 | 32       | 0      | 5           | 1          |
| P. Slišković   | 26       | 4       | 1           | 0          | 1                 | 0                 | 0                 | 0                 | 27       | 4      | 1           | 0          |
| M. Stoppelkamp | 33       | 15      | 8           | 0          | 2                 | 0                 | 1                 | 0                 | 35       | 15     | 9           | 0          |
| V. Vermeij     | 33       | 14      | 5           | 0          | 1                 | 0                 | 0                 | 0                 | 34       | 14     | 5           | 0          |
| L. Weinkauf    | 38       | 0       | 1           | 0          | 2                 | 0                 | 0                 | 0                 | 40       | 0      | 1           | 0          |